# Рогендорф, Вильгельм фон
Вильгельм фон Рогендорф (нем. Wilhelm von Rogendorf), 20 ноября 1481 — август 1541, Зальмхоф) — имперский полководец XVI века.

## Биография
Вильгельм был сыном Каспара фон Рогендорфа и Магдалины фон Вильдхаус.
В 1491 году он поступил на службу к Габсбургам и был штатгальтером Фрисландии с 1517 по 1520 год. Во второй половине 1520-х годов он был гофмейстером эрцгерцога Австрии Фердинанда I.
В 1529 году во время осады Вены турками командовал тяжелой кавалерией под руководством своего зятя Никласа фон Зальма. В следующем году был назначен оберстгофмейстером и в последующие годы был одним из самых влиятельных политиков в окружении короля Фердинанда I. Он часто представлял интересы князя-епископа Тренто Бернардо Клезио. В 1541 году во время осады Буды был ранен, бежал на Житный остров, но через несколько дней скончался от ран в Шаморине

## Память
Постановлением императора Австрийской империи Франца Иосифа I от 28 февраля 1863 года Вильгельм фон Рогендорф был включен в список «достойных вечного подражания самых знаменитых военачальников и полководцев Австрии», в честь и память которых также была установлена пожизненная память. В 1871 году из каррарского мрамора скульптором Рудольфом Зафауком была создана посвящённая императору Францу Иосифу статуя, которая находится в Зале полководцев Военно-исторического музея Вены.
В 1894 году именем полководца была названа улица Роггендорфгассе в венском районе Хернальс.